# Comarna
Comarna là một xã thuộc hạt Iași, România. Dân số thời điểm năm 2002 là 4546 người.